# Nibb-it
Nibb-it is de naam van een zoutje dat in 1949 werd bedacht door het Nederlandse conservenbedrijf Vlinderco N.V. in Breda. Sinds 2015 wordt het op de markt gebracht door Cheetos, onderdeel van PepsiCo.

## Oorsprong
Vlinderco had zich in de jaren 40 vooral toegelegd op het produceren van gedroogde groenten en aardappelen, en in 1949 kwam directeur Dick d'Arnaud Gerkens met het idee om een aardappelzoutje te gaan produceren. De naam die hij eraan gaf was Nibb-it, waarschijnlijk een afgeleide van het Engelse nibble wat zoutje of knabbelen betekent. Het zoutje, in de vorm van een stokje, is gemaakt van gepoft aardappelmeel, met als extraatje een beetje kleurstof waardoor de sticks afwisselend geel, oranje of roze van kleur zijn.
Het zoutje werd aanvankelijk geproduceerd als garnituur voor de horeca. Vlinderco was ervan overtuigd dat het eten van Nibb-it bij bijvoorbeeld bier of frisdrank de consumptie van die dranken aanzienlijk deed toenemen, omdat je van zo'n zoutje extra dorst krijgt. Maar hoewel dit gegeven al was bewezen door de al ingeburgerde zoute pinda's, wilden de meeste horecazaken er niet aan om (gratis) andere zoutjes aan te bieden.
Vlinderco N.V. besloot daarop zich te richten op andere delen van de consumentenmarkt, bijvoorbeeld de kruidenierszaken en de snel opkomende supermarkten. Aanvankelijk werd Nibb-it los verkocht, vergelijkbaar met snoep of groenten, maar al snel werd een cellofaanzakje ontwikkeld waardoor de houdbaarheid en kwaliteit flink werd verbeterd.
De productie van Nibb-it vond plaats in de fabriek van moederbedrijf N.V. Preservenbedrijf te Breda. Deze fabriekslocatie is later door Kerry International overgenomen; in 2007 werd de fabriek echter gesloten.

## Verdere ontwikkeling
D'Arnaud Gerkens ging medio jaren 50 op zoek naar een partnerbedrijf om zijn zoutjes beter in de markt te kunnen zetten. Die vond hij in de Amstelbrouwerij in Amsterdam, die het zoutjesmerk in 1955 overnam. Dit duurde tot 1970 toen Heineken - inmiddels eigenaar van de Amstelbrouwerij en dus ook van Nibb-it - van de zoutjes af wilde. Uiteindelijk werd het verkocht aan Nutricia. Na een paar omzwervingen door overnames, kwam Nibb-it in 1997 onder de vlag van Frito-Lay/PepsiCo. Sinds 2015 is Nibb-it geen zelfstandig zoutjesmerk meer, maar onderdeel van Cheetos. Het is verkrijgbaar in de varianten sticks en rings.